# مقارنة الأديان

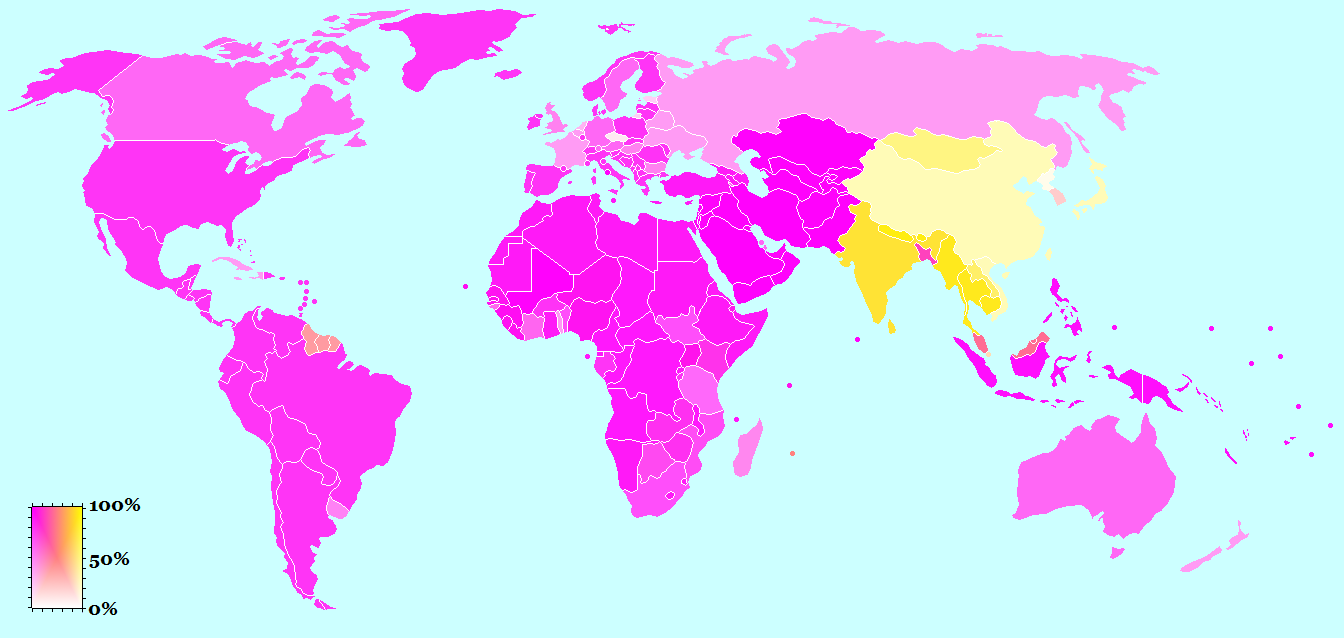
خريطة توضح انتشار الأديان الأديان الإبراهيمية (اللون الأرجواني) والأديان الدارمية (اللون الأصفر)

الدين المقارن هو أحد فروع دراسة الأديان، التي تهتم بالموازنة المنظمة للعقائد والممارسات في أديان العالم. ولهذا الأسلوب في الاستفسار فوائد كثيرة ولكن الدراسة المقارنة للأديان تؤدي إلى فهم أعمق للاهتمامات الفلسفية الأساسية للأديان مثل الأخلاق وما وراء الطبيعة وطبيعة وشكل الخلاص. ويتكون لدى الشخص الذي يعتني بهذا اللون من الدراسة فهم واسع ودقيق للمعتقدات والممارسات الإنسانية فيما يتعلق بما هو مقدس وموقر وروحاني وإلهي.
وفي مجال الدين المقارن، تصنف أديان العالم الرئيسية عمومًا إلى أديان إبراهيمية أو هندية أو شرق آسيوية. ومن بين مجالات الدراسة أيضًا أساطير الخلق والإنسانية.

## خلفية تاريخية

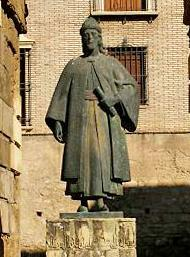
نصب تذكاري لابن حزم بقرطبة

قارن ابن حزم من العصر الإسلامي الذهبي التعددية الدينية وكان شخصيةً بارزة في هذا المجال. اهتم علماء الاجتماع في القرن التاسع عشر في الدين المقارن والفطري من خلال أعمال ماكس مولر وإدوارد بورنت تايلور وويليام روبرتسون سميث وجيمس جورج فريزر وإيميل دوركهايم وماكس فيبر وردولوف أوتو. يقول نيكولاس دي لانج بروفيسور الدراسات العبرية واليهودية في جامعة كامبريدج:
«تُعد الدراسة المقارنة للأديان تخصصًا أكاديميًا تطور داخل كليات اللاهوت المسيحية، ويميل إلى فرض ظاهرة التباين على نطاق واسع من التضييق بالنمط المسيحي. لا تكمن المشكلة أن الأديان الأخرى تملك القليل أو لا شيء لتقوله عن مشاكل ذات أهمية كبيرة في المسيحية فقط، بل إن تلك الأديان لا ترى نفسها دينًا بالطريقة ذاتها التي ترى المسيحية نفسها بصفتها دينًا». 

## التصنيف الجغرافي
وفقًا لتشارلز جوزيف أدامز، في مجال الأديان المقارنة، يميز تصنيف جغرافي شائع الأديان الأساسية في العالم كما يلي:
1. أديان الشرق الأوسط، بما في ذلك اليهودية والمسيحية والإسلام وتشكيلة من الطوائف القديمة.
2. أديان شرق آسيا، المجتمعات الدينية في الصين واليابان وكوريا وتتألف من الكونفوشيوسية والطاوية والمدارس المختلفة من بوذية المهايانا والشنتو.
3. الأديان الهندية، بما في ذلك البوذية المبكرة والهندوسية واليانية والسيخية والزرادشتية وأحيانًا الثيرفادا البوذية والأديان المتأثرة بالهندوسية والبوذية في جنوب وجنوب شرق آسيا.
4. الأديان الأفريقية، أنظمة الإيمان القديمة للسكان الأصليين في أفريقيا، ما عدا الدين المصري القديم والذي يعتبر منتميًا إلى الشرق الأوسط القديم.
5. الأديان الأمريكية، الاعتقادات والممارسات للشعوب الأصلية المتعددة في الأمريكيتين.
6. الأديان المحيطية، الأنظمة الدينية لشعوب جزر المحيط الهادئ وأستراليا ونيوزيلندا.
7. الأديان الكلاسيكية لروما واليونان القديمة وأحفادهم الهلنستيين.

### أديان الشرق الأوسط

#### الأديان الإبراهيمية أو أديان غرب آسيا
في دراسة الأديان المقارنة، تتألف مجموعة الأديان الإبراهيمية من الديانات التوحيدية؛ المندائية والمسيحية واليهودية والإسلام، التي تعتبر إبراهيم جزءًا من تاريخها المقدس. تشمل الأديان الأصغر مثل العقيدة البهائية التي تناسب هذا التوصيف ولكنها أهملت في أغلب الأحيان.
أصبح الإيمان الأصلي بالإله الإبراهيمي في نهاية المطاف توحيديًا بشكل صارم في اليهودية الربانية المعاصرة. يعتقد المسيحيون أن المسيحية هي التحقيق والاستمرار للعهد اليهودي القديم. يعتقد المسيحيون أن يسوع هو المسيح الي تنبأت به نبوة العهد القديم، ويعتقدون بآيات العهد الجديد المبنية على السلطة الإلهية الممنوحة ليسوع في الإيمان المسيحي (بصفته تجسدًا للإله). يعتقد المسلمون أن الكتب المقدسة المسيحية واليهودية حُرفت بمرور الزمن ولا تُعد آيات إلهية أصلية أعطيت لليهود ولموسى وليسوع وللأنبياء الآخرين. بالنسبة للمسلمين، يُعد القرآن الآية الأخيرة والتامة من الله، ويعتقدون أنه بُعث لمحمد وحده، والذي يؤمن المسلمون أنه آخر رسول للإسلام وخاتم النبيين، أي آخر رسول أرسله الله. بناءً على شخصية المهدي بالنسبة للمسلمين، المنقذ الأخير للبشرية إمام الأئمة الإثني عشر، أنشأ علي محمد شيرازي، الذي عُرف لاحقًا باسم باب، الحركة البابية من الاعتقاد أنه البوابة للإمام الثاني عشر. أطلقت هذه الحركة قطيعةً مع الإسلام وبدأت نظامًا دينيًا جديدًا يُدعى البابية. ومع ذلك، في ستينيات القرن التاسع عشر، حصل انقسام داخل الحركة البابية، إذ اعتبرت الأغلبية أن ميرزا حسين علي أو بهاء الله هو الخليفة الروحي لباب والذي أنشا الحركة البهائية، بينما تبع القلة صبحي أزل وأطلق عليهم اسم الأزليين. أصبح القسم البهائي دينً متكامل الأركان ويُسمى العقيدة البهائية. في المقارنة مع الأديان الإبراهيمية الأخرى، لا يُعد أتباع البهائية والأديان الإبراهيمية الصغرى الأخرى ذوي أهمية كبرى.
من بين الأديان الإبراهيمية الثلاث الكبرى، تتباعد المسيحية واليهودية في اللاهوت والممارسة.
بدأ التفاعل التاريخي بين الإسلام واليهودية في القرن السابع الميلادي مع بداية انتشار الإسلام. هناك وجوه شبه كبيرة بين الإسلام واليهودية، وحينما تطور الإسلام، أصبح تدريجيًا الدين الأساسي الأقرب لليهودية. بصفتها معاكسة للمسيحية، والتي نتجت من التفاعل بين الثقافات الإغريقية القديمة والرومانية والعبرية، تُعد اليهودية متشابهةً جدًا مع الإسلام في توقعاتها الدينية الأساسية والبنية والفقه والممارسة. هناك عدة تقاليد داخل الإسلام تأصلت من تقاليد داخل الكتاب العبري أو من التقاليد اليهودية ما بعد التوراتية. تُعرف هذه الممارسات جمعيًا بالإسرائيليات.
يصل التفاعل التاريخي الأساسي بين المسيحية والإسلام أفكارًا أساسية في المسيحية مع مماثلاتها في الإسلام. يقبل الإسلام عدة وجوه للمسيحية بصفتها جزءًا من عقيدته، مع بعض الاختلاف في التفسير، ويرفض وجوهًا أخرى. يعتقد الإسلام أن القرآن هو آخر رسالة من الله وتكملةً للآيات السابقة، بما في ذلك الكتاب المقدس. من بين الشخصيات الأساسية في الأديان المقارنة ابن حزم وأحمد ديدات وذاكر نايك.

#### الأديان الإيرانية
نشأت عدة أديان وحركات دينية من إيران الكبرى، أي بين متحدثي اللغات الإيرانية المختلفة. تتضمن الميثرائية والأسيانية واليزيدية وأهل الحق والزورانية والمانوية والمازدكية.

### الأديان الهندية
في الأديان المقارنة، تتألف الأديان الهندية من كل الأديان التي نشأت في جنوب آسيا. يعتقد معظم العلماء أن الهندوسية هي أقدم دين في العالم، إذ تعود أصولها إلى فترات ما قبل التاريخ، أو ما يقارب 5 آلاف عام. إذن، تنبع القرابة في الأديان الهندية من الحقيقة أن اليانيين والبوذيين والسيخ يرون في الهندوسية باعتبارها أمهم المشتركة.
كان أدي شانكاراشاريا فيلسوفًا ولاهوتيًا من القرن الثامن والذي وطد عقيدة أدفايتا فيدانتا. يُذكر غوتاما بوذا بصفته أفاتار لفيشنو في نصوص البورانا في الهندوسية. يعتقد معظم الهندوس أن بوذا قبل ودمج عدة عقائد للهندوسية في عقيدته، إلا أن البوذيين يختلفون مع هذا الرأي ويقولون إنه لا وجود لمثل هذه المقولة ولم يكن هناك شيء اسمه الهندوسية في زمن بوذا وفي الحقيقة فإن الهندوسية أخذت عدة صفات من البوذية إذ من الصعب التمييز بين البوذية والهندوسية في القرون الوسطى والمتأخرة. تُقر شخصيات إصلاحية هندوسية بارزة مثل مهاتما غاندي وفيفيكاناندا بالتأثير البوذي. لا يعتقد مهاتما غاندي مثل بقية الهندوس أن بوذا أسس تقليدًا غير هندوسي. يكتب غاندي: «لا أعتبر أن اليانية أو البوذية منفصلةً عن الهندوسية».

### الأديان الشرق الآسيوية أو الطاوية
يُعد الدين الطاوي دينًا أو فلسفةً دينية تركز على المفهوم الشرق آسيوي للطاو (السبيل). أنشأ هذا المفهوم مجموعةً كبيرة من الأديان بما في ذلك الطاوية والكونفوشيوسية ويونغ سان دو والشينتوية وطاو إيكوان والشيندوية وطاو الشين. في أجزاء كبيرة من آسيا، أخذت البوذية بعض صفات الطاوية.
يمكن القول إن الطاو هو تدفق الكون أو القوة التي تقف خلف النظام الطبيعي. يُعتقد أن الطاو هو ما يحفظ توازن وتنظيم الكون ويتعاون مع الطبيعة، بسبب اعتقاد أن الطبيعة تُظهر الطاو. يُقارن تدفق التشي بصفته طاقة الفعل والوجود بالتنظيم الكوني للطاو. وغير ذلك يتعاون الطاو مع سلوك وأخلاقيات وأسلوب حياة ملائم. يرتبط هذا الأمر عاطفيًا بالمفهوم المعقد للدي، والذي يعني حرفيًا الفضيلة أو القوة. يُعد الدي التعبير النشط للطاو.
هناك تأثر مشترك بين بوذية التشان والطاو في الصين واليابان وكوريا وتايوان. ورثت بوذية الزن هذه التأثيرات عندما وصلت بوذية التشان إلى اليابان واعتمدت بصفتها بوذية الزن.